# Oligosoma macgregori
Oligosoma macgregori — вид сцинкоподібних ящірок родини сцинкових (Scincidae). Ендемік Нової Зеландії. Вид названий на честь новозеландського зоолога Вільяма Роя Макгрегора.

## Поширення і екологія
Ophiomorus macgregori мешкають на низці острівців біля північного узбережжя Північного острова, зокрема на островах Каваллі і Мана. Вони живуть у прибережних лісах і чагарниках, серед опалого листя. Ведуть присмерковий або нічний спосіб життя.

## Збереження
МСОП класифікує цей вид як вразливий. Oligosoma macgregori загрожує хижацтво з боку інтродукованих тварин.